# U 667
U 667 war ein deutsches U-Boot vom Typ VII C der ehemaligen Kriegsmarine im Zweiten Weltkrieg. 

## Bau und Indienststellung
Es wurde am 16. August 1941 bei den Howaldtswerken in Hamburg auf Kiel gelegt. Am 29. August 1942 erfolgte der Stapellauf, am 21. Oktober 1942 wurde es unter dem Kommando von Kapitänleutnant Heinrich Andreas Schroeteler in Dienst gestellt. Wie die meisten deutschen U-Boote seiner Zeit führte auch U 667 ein bootsspezifisches Zeichen am Turm. Da der erste Kommandant aus Gerthe stammte, einem Stadtteil von Bochum, wurde das Bergbausymbol Schlägel und Eisen gewählt, darunter stand das Bergmannsmotto „Glückauf“.

## Einsatz und Geschichte
Bis zum 31. Mai 1943 gehörte U 667 zwecks Ausbildung zur 5. U-Flottille in Kiel. Danach wurde es der 7. U-Flottille in St. Nazaire als Frontboot zugeteilt. U 667 war das erste mit einem Schnorchel ausgerüstete deutsche U-Boot, das im Atlantik eingesetzt wurde. Die positive Einschätzung Schroetelers dieser ansonsten oft kritisierten Neuerung wurde von Karl Dönitz als Gegenargument in der U-Bootwaffe verbreitet.

### Erste Unternehmung
Zu seiner ersten Feindfahrt mit diesem Boot lief Schroeteler am 20. Mai 1943 aus Kiel aus und kehrte am 26. Juli nach St. Nazaire zurück. Er erzielte keine Versenkungserfolge, aber U 667 wurde zweimal von alliierten Flugzeugen angegriffen. 

### Zweite Unternehmung
Nach einer zweitägigen Fahrt Mitte September 1943 folgte die zweite Unternehmung vom 18. September bis 10. Oktober 1943. Auf dieser Fahrt wurde U 667 beim Versuch, die Straße von Gibraltar zu durchfahren, mehrfach von dort stationierten Luftstreitkräften, u. a. britischen Bombern vom Typ Vickers Wellington angegriffen.

### Dritte und vierte Unternehmung und Kommandantenwechsel
Die beiden folgenden Unternehmungen (18. November 1943 – 6. Januar 1944 und 8. März 1944 – 19. Mai 1944) waren ergebnislos. Kommandant Schroeteler meldete, am 16. April einen Zerstörer erfolgreich angegriffen zu haben – allerdings konnte keine Versenkung bestätigt werden. Im Anschluss an die Attacke wurde das Boot zwölf Stunden lang von einer koordinierten U-Bootjagdgruppe verfolgt, denn das Kriegsschiff, das Schroeteler angegriffen hatte, gehörte zu einer „Hunter-Killer-Group“ (Jagd-Vernichtungs-Gruppe), die auf die U-Bootjagd spezialisiert war. Es gelang U 667, mithilfe des Schnorchels zu fliehen. Am 10. Juli 1944 kam es zu einem Kommandantenwechsel und Kapitänleutnant Karl-Heinz Lange übernahm das Boot. Schroeteler löste Adalbert Schnee als Ersten Stabsoffizier der U-Bootführung in Berlin ab und heiratete die Tochter des Vizeadmirals Ralf von der Marwitz. Später übernahm er das Kommando auf U 1023.

### Fünfte Unternehmung
Zu seiner fünften und letzten Unternehmung lief U 667 am 22. Juli 1944 aus St. Nazaire aus. Bei einem Angriff auf den Konvoi EBC-66 versenkte Kommandant Lange auf der Position 50° 42′ N, 5° 3′ W am 8. August die kanadische Korvette Regina (925 ts) und den US-amerikanischen Frachter Ezra Weston (7.176 BRT). Am 14. August folgte ein Angriff auf den Geleitzug EBC 72, bei dem U 667 mehrere Schiffe attackierte. Lange meldete, zwei Tank- oder Frachtschiffe mit zusammen 8.000 BRT versenkt zu haben. Tatsächlich hatte er auf der Position 51° 5′ N, 4° 47′ W das britische Infanterie-Landungsfahrzeug LCI(L)-99 (246 ts) versenkt und das US-amerikanische Panzer-Landungsfahrzeug LST-921 (1.653 ts) so schwer beschädigt, dass es später sank. Am 16. August befahl der Chef der U-Bootführung, Eberhard Godt, einen der nordfranzösischen Stützpunkte anzulaufen. Mit der Bestätigung funkte Lange, einen Zerstörer und Handelsschiffe mit insgesamt 15000 BRT versenkt zu haben.  Dies war die letzte Meldung von U 667.

### Verlust des Bootes
Kurz vor dem Einlaufen in den Hafen von La Rochelle brach am 25. August 1944 bei 46° 0′ N, 1° 30′ W der Kontakt zu U 667 ab. Die Geleitschiffe, die das Boot am folgenden Tag in den Hafen eskortieren sollten, fanden keine Spur. Es gab keine Überlebenden. Da zum fraglichen Zeitpunkt keine alliierten Angriffe in diesem Seegebiet stattfanden, vermutete man, dass das Boot dem von britischen Flugzeugen aus der Luft verlegten Minenfeld „Cinnamon“ zum Opfer gefallen war. Dies wurde 1973 bestätigt, als französische Taucher im fraglichen Gebiet auf der Position 46° 6′ N, 1° 36′ W ein U-Boot-Wrack mit einer schweren, für einen Minentreffer typischen Beschädigung am Bug fanden, bei dem es sich mit hoher Wahrscheinlichkeit um U 667 handelt. Das einzige weitere deutsche U-Boot, das in diesem Seegebiet sank, U 263 (am 20. Januar 1944) konnte durch eine Analyse der Beschädigungen ausgeschlossen werden.

## Weblink
- Christian Hirsch: Das Rätsel um U667. In: hsv-tauchen.at. Abgerufen am 29. August 2016.